# Зейнулаху, Юсуф
Юсуф Зейнулаху (алб. Jusuf Zejnullahu; род. 1944, Свирце, Ябланичский округ, Сербия) — косовский экономист и политик.

## Биография
В 1968 году он окончил экономический факультет Приштинского университета, а в 1971 году получил докторскую степень на факультете экономики Загребского университета.
Работал в Департаменте транспорта и связи Министерства экономики Косово, был советником по вопросам экономики Скупщины Косово, директором Управления экономического развития в Приштине, вице-президентом Торгово-промышленной палаты Косово, директором металлургического завода Feronikel, вице-президентом Торгово-промышленной палаты Югославии и др.
14 апреля 1989 года он был избран членом Центрального комитета Союза коммунистов Югославии, 4 декабря того же года стал председателем Исполнительного веча (совета) Скупщины Социалистического автономного края Косово.
3 апреля 1990 года Зейнулаху и несколько других членов Исполнительного веча подали в отставку в знак протеста против политики Слободана Милошевича и отмены автономного статуса Косово. На сессии Скупщины, состоявшейся 23 мая, их отставка была отклонена. Зейнулаху позже вступил в Демократическую лигу Косова и 2 июля 1990 года принял участие в провозглашении Декларации отделения Косова от Сербии, через 3 дня после чего Скупщина и Исполнительное вече Косово были расформированы.
7 сентября 1990 года распущенная Скупщина, тайно собравшись в Качанике, провозгласила создание Республики Косово, правительство которой возглавил Зейнулаху, однако уже 17 сентября он был арестован по обвинению в великоалбанском сепаратизме. Освобождён после перехода Косово под контроль ООН.
В 1999 году переехал в Соединённые Штаты, где живёт и сегодня.